# Râul Păușa
Râul Păușa este un afluent al râului Olt. 